# Manuel Bárcena
Manuel Bárcena (Córdoba, Argentina, c. 1803 – Montevideo, Uruguay, noviembre de 1846) fue un militar argentino que participó en las guerras civiles, militando en el partido federal y alcanzando notoriedad por la crueldad con que perseguía a sus enemigos unitarios.

## Biografía
Hijo de un rico comerciante, fue comerciante y se incorporó a las milicias urbanas en su juventud.
Participó en la Batalla de San Roque contra la invasión del general Paz y fue tomado prisionero. Escapó al día siguiente y se dirigió rápidamente a la ciudad de Córdoba, donde difundió la noticia falsa de una victoria del gobernador Juan Bautista Bustos, con la idea de levantar la moral de una posible resistencia de los federales. Como esta resistencia no se produjo, se incorporó al ejército de Facundo Quiroga y participó en la Batalla de La Tablada.
Fue enviado por Quiroga –que le reprochaba actos violentos sobre algunos soldados enemigos prisioneros– a la Provincia de San Juan, donde se incorporó a la escolta del gobernador de esa provincia. Allí fue nuevamente acusado de atentar contra la vida de varios opositores.
Cayó prisionero por segunda vez a principios de 1830, cuando las provincias de Cuyo fueron ocupadas por los unitarios. Logró huir y se incorporó al ejército de Estanislao López en su lucha contra la Liga del Interior dirigida por Paz. Permaneció en la guarnición de la ciudad de Córdoba durante el gobierno de los hermanos Reynafé.
En 1836 fue enviado por el gobernador Manuel López a la Provincia de Tucumán, para unirse al Ejército del Norte en la Guerra contra la Confederación Perú-Boliviana. Se destacó dominando una sublevación de los soldados del regimiento del coronel Anselmo Rojo, que no lograba hacerse obedecer debido a su carácter de unitario. Participó en los combates de Zapatera, Tarija y Cuyambuyo.
En 1839 regresó a la Provincia de Santa Fe, donde recibió el ascenso al grado de coronel firmado por Juan Manuel de Rosas. A fines del año siguiente participó en la campaña del general Manuel Oribe contra la Coalición del Norte, luchando en la Batalla de Quebracho Herrado. Reingresó a la ciudad de Córdoba junto a las tropas santafesinas, antes del regreso del gobernador Manuel López. Se dedicó a perseguir y encarcelar a todos los cordobeses que hubieran prestado ayuda a los unitarios, y se extendió a cualquiera que considerara sospechoso, solamente por no haberse mostrado abiertamente partidario de López. Para sus desmanes se valía de la protección especial – real o supuesta – que le deparaban Oribe, Rosas y el general Pacheco, por lo que el gobernador López no se atrevió a desautorizarlo cuando reasumió el gobierno. Durante muchos años, los cordobeses recordaron con terror las pocas semanas en que el coronel Bárcena fue dueño absoluto de la ciudad.
Finalmente, a fines de 1841, el gobernador López terminó por enviarlo al gobernador entrerriano Pascual Echagüe. Participó en la Batalla de Caaguazú, después de la cual huyó a la ciudad de Santa Fe, donde se puso a órdenes del general Oribe. Acompañó a este en su campaña a Entre Ríos, y participó en la Batalla de Arroyo Grande y fue uno de los jefes que ejecutó a los oficiales rendidos en esa batalla.
Posteriormente se incorporó al Sitio de Montevideo, participando en varios encuentros en los alrededores de esa ciudad hasta que falleció en el Cerrito, a fines de 1846.